# Jean Trémoulet

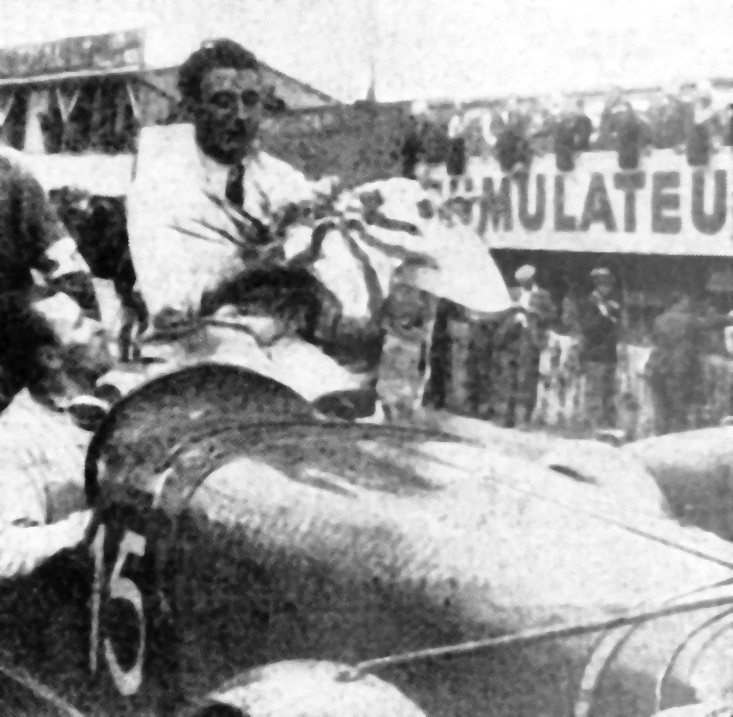
Eugène Chaboud (à gauche) et Jean Trémoulet (à droite), vainqueurs des 24 Heures du Mans 1938.

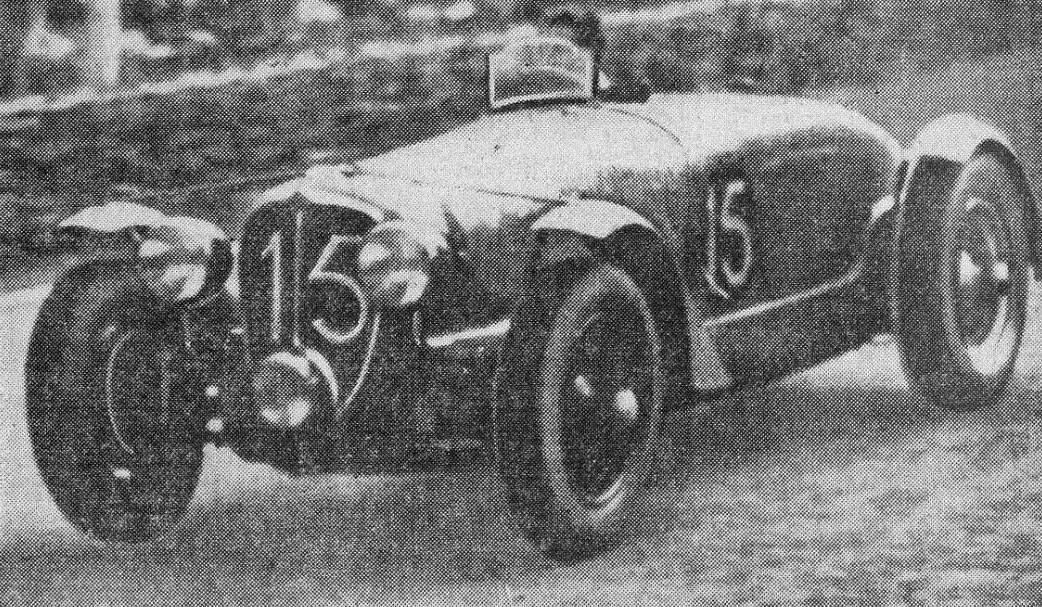
Jean Trémoulet avec une Delahaye type 135.

Jean Trémoulet, né le 12 avril 1909 à Vézac (Dordogne) et mort le 13 octobre 1944 à Sagelat (Dordogne), est un coureur automobile français.

## Biographie
Né à Vézac en Dordogne le 12 avril 1909, fils d'aubergistes, Jean Trémoulet alors mécanicien à Beynac a participé à trois reprises aux 24 Heures du Mans, de 1937 à 1939. Il gagne l'édition 1938 sur une Delahaye 135 CS, en compagnie d'Eugène Chaboud. De 1937 à 1938 il évolue surtout sur la 135 CS et en 1939 sur diverses versions de Talbot-Lago. En 1937 il est deuxième de la Coupe d'Automne à Montlhéry et en 1938 troisième du Grand Prix d'Anvers Sport. Aux 24 Heures du Mans 1937, un accident à lieu à Maison-Blanche impliquant six voitures dont celle de Jean Trémoulet sur sa Delahaye. Durant cet accident, le pilote français René Kippeurt meurt, puis deux jours plus tard, le pilote britannique Pat Fairfield meurt à l'hôpital lui aussi des suites de ses blessures.
Engagé dans la Résistance, il intègre le groupe Soleil en qualité de chef de garage du 4e régiment à la Pique. Il meurt à 35 ans au cours de la Seconde Guerre mondiale, dans une chute de moto qui lui est fatale lors d'une mission sur la commune de Sagelat, à Puy Chanat, alors qu'il assurait une liaison pour le 4e régiment FTPF.
Son souvenir est toujours présent à Vézac, où le terrain de jeux porte son nom.
Avant son démantèlement en 2007, le circuit automobile de Faux, près de Bergerac portait son nom. C'est, aujourd'hui, une ferme photovoltaïque.
Il existe une rue Jean-Trémoulet, à Ivry-sur-Seine ou il habitait en 1936, rue Mirabeau. La rue des Noyers prit le nom de Jean Trémoulet par décision du conseil municipal le 27 juillet 1945.